# Presidente de la República Democrática del Congo
El Presidente de la República Democrática del Congo (en francés: Président de la République démocratique du Congo; en suajili: Rais wa Jamhuri ya Kidemokrasia ya Kongo; en lingala: Mokonzi wa Republíki ya Kongó Demokratíki), es elegido jefe de Estado y comandante supremo (comandante en jefe) de las fuerzas armadas de la República Democrática del Congo (FARDC). El cargo de Presidente de la República Democrática del Congo ha existido desde la primera Constitución conocida como la Ley Fundamental de 1960. Sin embargo, los poderes de esta posición han variado con los años, un papel compartido limitado en el poder ejecutivo, con un primer ministro, y una verdadera dictadura. Bajo la actual Constitución, el presidente es la institución más alta en una República semipresidencialista. El presidente actual es Félix Tshisekedi. 

## Requerimientos
El artículo 72 de la Constitución Congoleña establece que el presidente debe ser ciudadano natural de la República Democrática del Congo y por lo menos tener 30 años de edad. Además, el presidente debe estar libre de restricciones legales en sus derechos civiles y políticos. El artículo 10 de la misma Constitución establece que el presidente no puede ser parte de ninguna tribu.

## Sucesión
Los artículos 75 y 76 de la Constitución Congoleña establecen que solo la muerte o la dimisión del Presidente deja vacante el cargo de presidente. La vacancia debe ser declarada por la corte constitucional. El Presidente del Senado se convierte entonces en Presidente interino del país. La Comisión Electoral independiente debe organizar las elecciones entre 60 y 90 días después de la declaración oficial de la vacancia ante la corte constitucional.

## Otra Información

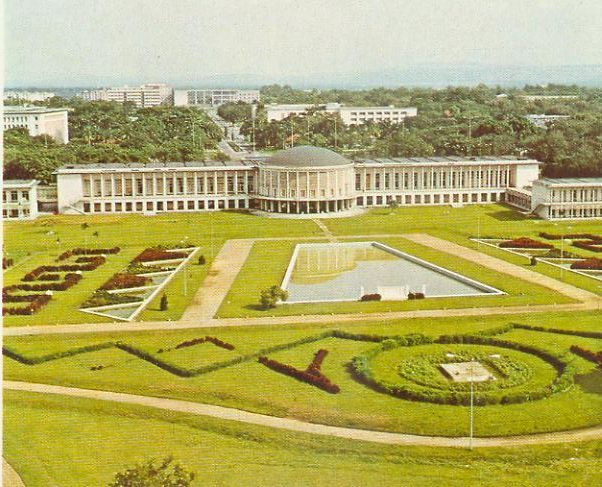
Palacio de la Nación en Kinshasa

La sede de la Presidencia es el Palacio de la Nación que se encuentra en Kinshasa. La residencia oficial del Presidente es el Palacio de Campo Tshatshi de Kinshasa, aunque no se ha utilizado desde que fue saqueado en 1997. Otras residencias presidenciales incluyen: el Palacio de Marbre; casas de huéspedes para oficiales extranjeros y el Domaine de la Rwindi en Goma, Kivu del norte.

## Elección
Bajo la Constitución de 2018, el presidente es elegido directamente para un mandato de cinco años, renovable solo una vez, por sufragio universal. El primer presidente que ha sido elegido por estas disposiciones fue Joseph Kabila, en las elecciones de 2006 y el segundo, Félix Tshisekedi, en las elecciones de 2018. En la República Democrática del Congo, el presidente es elegido por un sistema de dos vueltas de votación, que asegura que el presidente electo siempre obtenga una mayoría de los votos. Si ninguno de los candidatos logra la mayoría de los votos, será presidente el candidato que haya ganado la segunda ronda. Esto permite que partidos más pequeños tengan un mayor impacto sobre los resultados de las elecciones, garantizando un sistema multipartidista, en contraposición a un sistema de dos partidos. Tras la elección del Presidente, se celebra una ceremonia de investidura solemne.

## Línea temporal

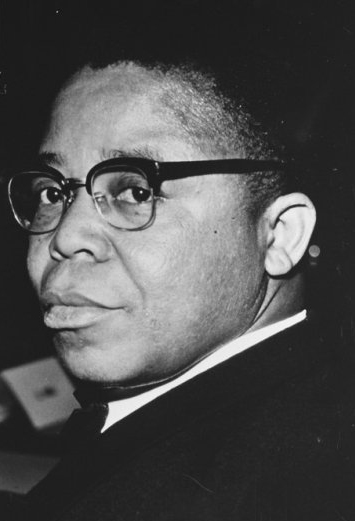
Joseph Kasa-Vubu sentado en la Conferencia de la Mesa Redonda Belgo-Congoleña